# 菲莉斯·惠特利

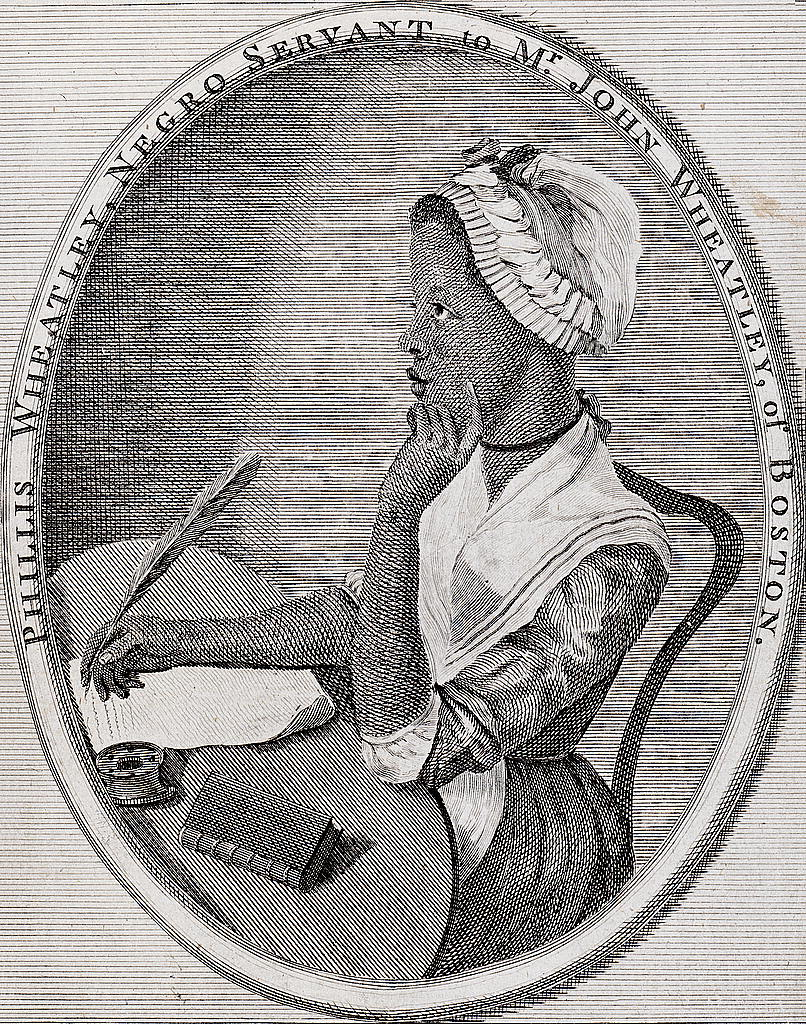
菲莉斯·惠特利

菲莉斯‧惠特利（Phillis Wheatley，约1753 - 1784年12月5日），是一位美国作家，也是第一位出版诗集的美国非裔作家。  她出生于西非，七八岁时被卖为奴，然后被运送到北美，並被波士顿的惠特利家族买下。在她学会读书写字后，惠特利家族鼓励她写诗。
1773年，惠特利前往伦敦出版作品。1773年9月1日，她在伦敦出版詩歌集。 
惠特利的诗集出版后不久，她的主人就不再把她當成奴隸，惠特利獲得了自由身。